# ジャノメエリカ
ジャノメエリカとはツツジ科の植物の1種。学名はErica canaliculata。やや背が高くなる低木で、ピンクの壺型の花を多数つける．日本ではエリカ属で一番普及している。

## 特徴
常緑性の低木。この属では比較的大きくなるもので、2mほどの低木になる。木質は柔らかで折れやすい。非常に多く枝を分け、葉を3枚ずつ輪生につける。葉は線形で毛がなく、長さは2-6mmで冬には褐色を帯びる。小枝の先端に3個ずつ花を着ける。花冠は釣り鐘型で長さ4mm、花冠の色は桃色で、花糸は長く、葯は黒紫色をしている。
和名の意味は蛇の目エリカで、花の真ん中に黒い葯がよく目立つことによる。
別名をクロシベエリカ、あるいはアフリカエリカともいう。英語名としてはchanneled heath の他に、Black-anthered Heath、Black-eyed Heathもある。

## 分布
原産地は南アフリカのケープ地方である。

## 利用
花を観賞するために鉢植えなどとして栽培され、また切り花にもする。ヨーロッパに紹介されたのは1802年で、日本には大正末年に持ち込まれた。暖地性の植物であるが、耐寒性は強く、伊豆半島や房総半島あたりまでは露地栽培も可能である。
園芸品種としては1935年頃に漆間四郎が選別した桃色の濃い品種 ‘レッド・クイーン’があり、現在ではこれがもっぱら広く栽培されている。
本種はエリカ類の中でもっとも古くに日本に持ち込まれたものの一つであり、また日本で最も広く栽培されているものである。ただし西洋で古くから知られるエリカはイギリスでヒースとして知られているものであり、本種はそれには含まれない。